# Scrapper (film, 2023)
Pour les articles homonymes, voir Scrapper.
Pour plus de détails, voir Fiche technique et Distribution.
Scrapper est une comédie dramatique britannique écrite et réalisée par Charlotte Regan (en), sortie en 2023.  
Présenté en avant première au Festival du film de Sundance 2023, le long métrage remporte le Grand Prix du Jury de la Compétition dramatique du cinéma mondial,, et sort dans les salles du Royaume-Uni le 25 août 2023. Ses critiques sont positives et il obtient 14 nominations aux British Independent Film Awards 2023. Il également nommé l'un des 10 meilleurs films indépendants de 2023 par le National Board of Review. 

## Distribution
- Lola Campbell (en) : Georgie
- Harris Dickinson : Jason
- Alin Uzun : Ali
- Freya Bell : Layla, une camarade d'école
- Laura Aikman : Kaye, la mère de Layla
- Aylin Tezel : Nina, la mère d'Ali
- Olivia Brady : Vicky, la mère de Georgie
- Ambreen Razia (en) : Zeph
- Cary Crankson : Mr. Barrowclough
- Carys Bowkett : Emily
- Ayokunle Oyesanwo : Kunle
- Ayobami Oyesanwo : Bami
- Ayooluwa Oyesanwo : Luwa
- Jessica Fostekew (en) : Sian
- Asheq Akhtar : Youseff
- Joshua Frater-Loughlin : Josh
- Matt Brewer : le type en costume

## Distinctions
- Vevey International Funny Film Festival 2023 : prix du public[5].

### Nominations
- BAFTA 2024 :
  - Meilleur film britannique